# Sergej Ivanovič Migaj
Sergej Ivanovič Migaj (rusky Сергей Иванович Мигай; 30. května 1888, Mogilev – 8. prosince 1959, Moskva) byl ruský operní pěvec (baryton).

## Život
Se zpěvem začal na gymnáziu, kde zpíval ve sboru. V roce 1911 absolvoval hudební školu v Oděse, byl studentem Julie Reiderové. Byl sólista Velkého divadla v letech 1911-1924 a Leningradského divadla opery a baletu v letech 1924-1927. Od roku 1927 měl kombinovaná vystoupení v obou městech. V období 1925–35 hostoval v Charkově, Kyjevě, Oděse, Kazani, Sverdlovsku, Baku a Tbilisi. Od roku 1941 působil jako sólista všesvazového rozhlasového sboru. V roce 1948 začal vyučovat na Moskevské státní konzervatoři. Mezi jeho žáky patřil Jurij Antonovič Mazurok.